# Миннити, Марко
Доменико Миннити (итал. Domenico Minniti), более известен как Марко Миннити (итал. Marco Minniti; род. 6 июня 1956, Реджо-ди-Калабрия, Калабрия) — итальянский политик, министр внутренних дел Италии (2016—2018).

## Биография

### Ранние годы
Родился в 1956 году в семье военных (отец, дядя и братья дослужились до генеральских званий). Получил высшее философское образование. В молодости был активистом Итальянской коммунистической молодёжной федерации (FGCI) и Итальянской компартии во времена, когда в его родной Калабрии было весьма сильно влияние неофашистских профсоюзов Чиччо Франко и ндрангеты.

### Политическая карьера
С 1986 по 1988 год состоял в Комиссии по вопросам труда и экономики в правлении ИКП, в 1988 году возглавил калабрийскую федерацию коммунистов.
Соратник Массимо д’Алема, в 1992 году занял должность секретаря региональной организации Демократической партии левых сил в Калабрии, в 1994 году вошёл в национальный секретариат ДПЛС, после возникновения в 1998 году Партии левых демократов стал организационным секретарём партии. В 1996 году баллотировался на парламентских выборах от Оливы в одномандатном округе в Калабрии, но не был избран.
В 1998—2000 годах занимал должность младшего статс-секретаря аппарата второго правительства Д’Алема, в 2000—2001 годах — должность младшего статс-секретаря Министерства обороны во втором правительстве Амато.
Избран в Палату депутатов Италии в 2001 году по списку левых демократов, в 2006 году переизбран.
С 17 мая 2006 по 6 мая 2008 года являлся заместителем министра внутренних дел во втором правительстве Проди.
В 2013 году избран в Сенат Италии от Калабрии по списку Демократической партии.
В мае 2013 года занял в правительстве Летта должность младшего статс-секретаря аппарата в качестве уполномоченного делегата по безопасности Республики (Autorità delegata per la sicurezza della Repubblica).
С 28 февраля 2014 по 12 декабря 2016 года занимал должность младшего статс-секретаря в аппарате правительства Ренци, курируя спецслужбы.
По утверждению газеты L’Espresso, эта должность Миннити была необычной для итальянской политической традиции и делала его более влиятельной фигурой, чем просто одним из нескольких десятков младших статс-секретарей в правительстве. Его положение примерно соответствовало статусу советника президента США по национальной безопасности. 19 февраля 2015 года он лично доставил президенту Египта Ас-Сиси письмо премьер-министра Маттео Ренци по вопросу согласования политики двух стран в Ливийском конфликте.

### Министр внутренних дел Италии
12 декабря 2016 года получил портфель министра внутренних дел в правительстве Джентилони.
5 июля 2017 года в тюремной больнице умер вследствие голодовки сторонник независимости Сардинии Сальваторе Мелони по прозвищу Доддоре. Он провозгласил республику Малу Энту на необитаемом итальянском острове Маль-ди-Вентре, принадлежащем эксцентричному британскому миллионеру, и 28 апреля 2017 года был арестован по подозрению в причинении экологического ущерба. У входа в тюрьму Мелони показал журналистам книгу ирландского активиста Бобби Сэндса, умершего в британской тюрьме от голодовки в 1981 году, и сразу заявил, что поступит так же (кроме того, Мелони объявил себя политическим заключённым).
1 июня 2018 года сформировано первое правительство Конте, в котором Миннити не получил никакого назначения.

### Возвращение в Палату депутатов
4 марта 2018 года потерпел поражение на очередных парламентских выборах в одномандатном избирательном округе Пезаро, оставшись с результатом 29 % на третьем месте, но прошёл в Палату депутатов по списку Демократической партии в многомандатном округе Салерно.